# あつまれ!ピニャータ

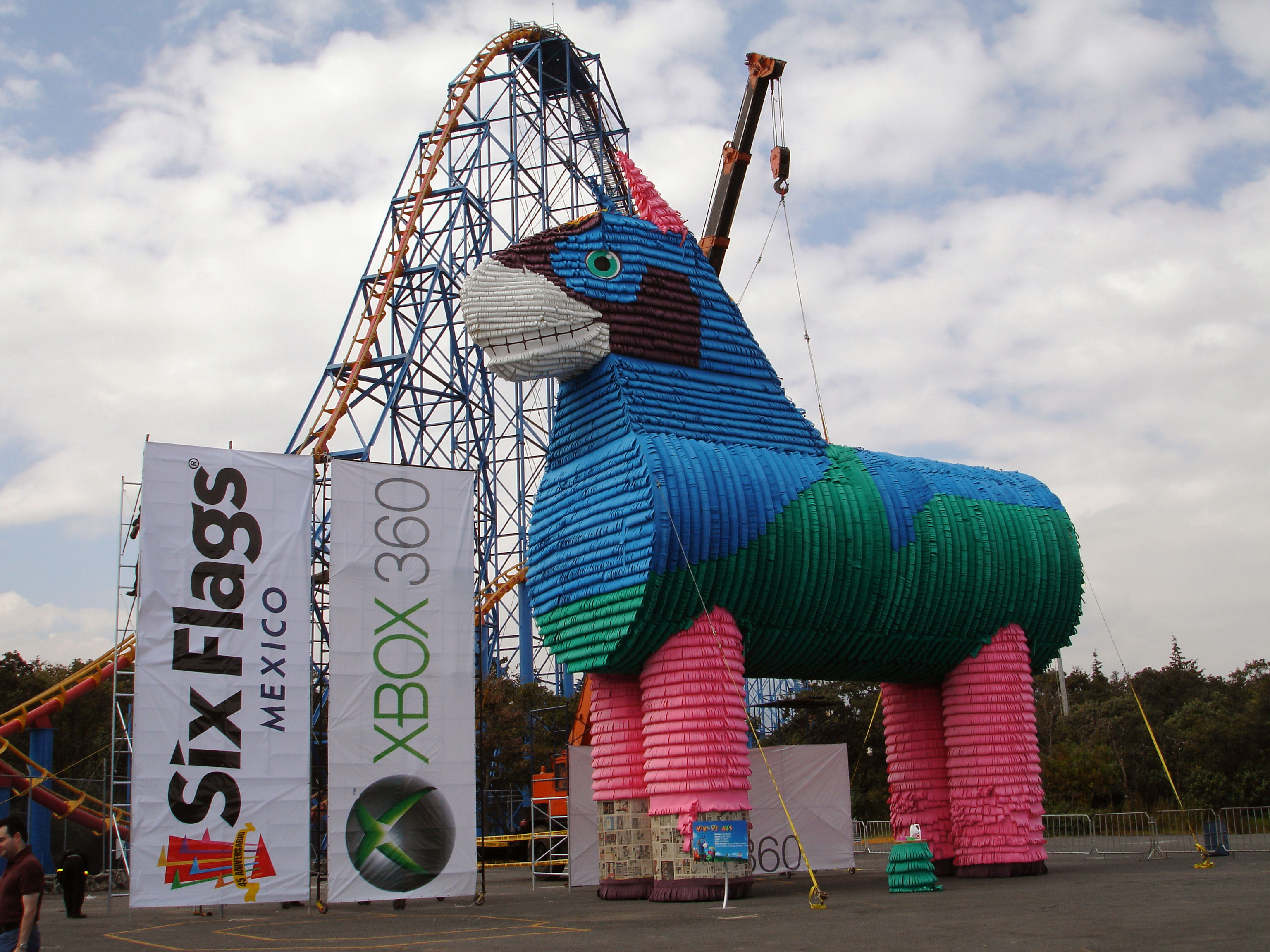
2006年、メキシコにてプロモーション用に展示された「ピニャータ」型の巨大ピニャータ。

『あつまれ！ピニャータ』（英：Viva Piñata）は、Xbox 360、WindowsPC向けのゲームソフト。レアが開発し、マイクロソフトが販売している育成シミュレーションゲーム（ミニスケープ）である。

## 概要
本作は、ピニャータアイランドでガーデンを造りながら、ガーデンにやってくる動物「ピニャータ」たちを育てていくゲームである。
「ピニャータ」とは、メキシコのお祭りで使われる、中にお菓子やおもちゃを詰めたくす玉のような紙製の人形のことであり、動物たちは全てこの「ピニャータ」であるという設定である。そのためピニャータたちは何らかの要因によって割れてしまうことがあり、割れると中に入っているお菓子（キャンディ）が飛び出す。
ピニャータの種類は60種類以上と豊富で、どれも実在の動物をモチーフとしてはいるが、原色が多用され奇抜で派手なデザインである。食べさせる餌などによって体色が変わることもあり、多彩なガーデンが作成できる。
1日の時間の経過に応じて種々のピニャータが絶えずさまざまなアクションをし、またプレイヤーが起こした行動に対し、ガーデンでは関連した様々な反応が現れることで、単調になりがちな箱庭ゲームに新たな刺激をもたらしている。

## 遊び方
プレイヤーは最初に「ガーデン」とスコップを与えられる。土地を耕したり、草や花の種をまいたりしてガーデンの環境を整えるとその環境に応じた「ピニャータ」がやってくる。各ピニャータごとに違う条件を満たすと、そのピニャータがガーデンに住み着くようになる。
同型のピニャータが2匹以上住んでいるときに、そのピニャータ用の「家」を用意し、特定の条件を満たすとピニャータを繁殖させることができる。
ピニャータ同士には食物連鎖の関係があり、たとえば芋虫型のピニャータはスズメ型のピニャータに食べられてしまう。ただし生態ピラミッドの下位に位置するピニャータほど住まわせたり繁殖させるのは容易である。
ガーデン内で育てたピニャータや植物などは街で売ることが出来、アイテムや家を購入する資金にすることができる。
ピニャータの種類が増えるなど、ゲーム中の各種条件を満たすとレベルが上がり、ガーデンを広くすることができる。

## 関連作品
アメリカやカナダでは本作のアニメ化が行われている（日本では未放送）。
2007年のE3にて、マイクロソフトはGame for WindowsとしてPCへの移植と、本作を題材としたパーティゲーム『あつまれ!ピニャータ ～レッツ☆パーティー～』(Viva Piñata: Party Animals)の開発が発表された。また2007年のComic-ConにてニンテンドーDSへの移植が発表された。日本では発売されていない。
2008年9月11日に続編の『あつまれ!ピニャータ2：ガーデンの大ぴんち』が発売。100種類以上のピニャータが登場。初回限定版のみ「プレイカード」が同梱されていた。後にプラチナコレクション版が発売。